# 1885年臺灣
|        | 臺灣歷史 \| 台灣歷史年表 |
| 世纪： | 18世纪臺灣 \| 19世纪臺灣 \| 20世纪臺灣 |
| 年代： | 1850年代臺灣 \| 1860年代臺灣 \| 1870年代臺灣 \| 1880年代臺灣 \| 1890年代臺灣 \| 1900年代臺灣 \| 1910年代臺灣                                           |
| 年份： | 1880年臺灣 \| 1881年臺灣 \| 1882年臺灣 \| 1883年臺灣 \| 1884年臺灣 \| 1885年臺灣 \| 1886年臺灣 \| 1887年臺灣 \| 1888年臺灣 \| 1889年臺灣 \| 1890年臺灣 |
| 纪年： | 乙酉年（鸡年）、清朝光绪11年 |

1885年臺灣在慈禧太后的懿旨下，有正式設省的打算，但劉銘傳等大臣認為時機尚早。

## 政府

### 斯卡羅酋邦

瑯嶠君主：朱雷（Cudjuy Garuljigulj）

### 清帝國

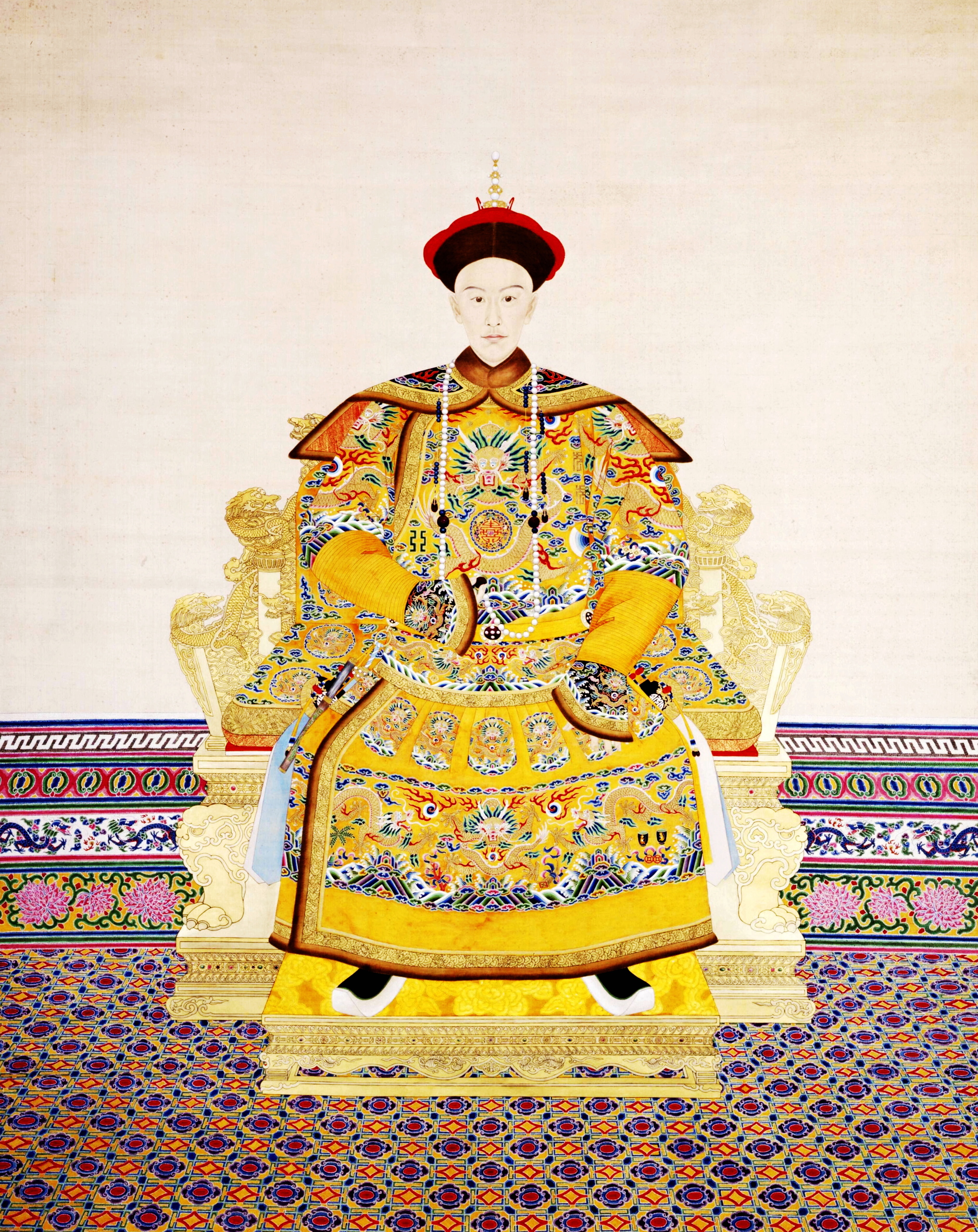
清朝皇帝：光绪帝
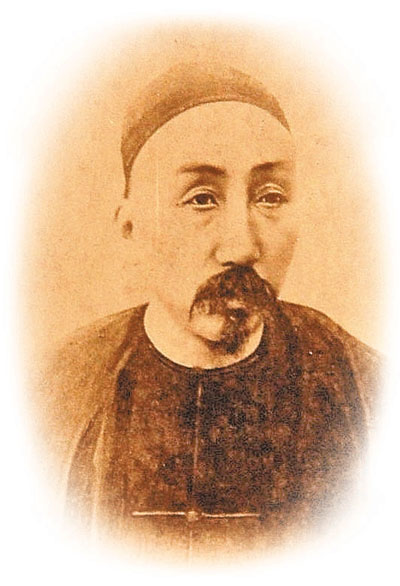
臺灣巡撫：劉銘傳
臺灣府知府：程起鶚

### 大豹共同體

總頭目：馬來‧伍利（Marai Wuri）

## 大事記

### 1月至3月
- 3月29日(二月十三)——於澎湖發生澎湖之役 (1885年)。

### 7月至9月
- 7月12日(六月初一)——巴克禮創辦《臺灣府城教會報》。

### 10月至12月
- 10月12日（九月初五）——慈禧太后懿旨表示要將福建巡撫一職改為臺灣巡撫，而原本福建巡撫的業務由閩浙總督兼管[1]:101。
- 11月23日（十月十七）——劉銘傳上奏〈籌度臺灣情形暫難改省會〉摺，請求緩設巡撫，認為福建與臺灣還不能分，應以「福建臺灣巡撫」一職過渡[1]:101。
- 12月25日（十一月二十）——閩浙總督楊昌濬上奏〈籌度臺灣改設事宜請添設藩司〉摺[1]:101。

## 出生
- 10月25日——黃欣，仕紳、實業家、政治人物，曾任總督府評議員。（1947年逝世）